# Галь (подводная лодка)
 «Галь» (ивр. אח"י גל‎) — Израильская дизель-электрическая подводная лодка.
Была построена в Великобритании на верфях фирмы «Викерс» на основе немецкого проекта ПЛ типа 206 конструкции IKL.
Постройка ПЛ завершилась в 1976 году. В том же году вошла в состав ВМФ Израиля. Всего было построено 3 ПЛ данного типа. Подводная лодка «Галь» за время своей службы прошла ряд модернизаций, так в 1980-е гг. получила противокорабельные ракеты UGM-84C «Саб-Гарпун» и соответствующие системы управления огнём (СУО). В 1987—1988 гг. устаревшие торпеды Мк37 на ПЛ были заменены на новые NT37Е. 
В апреле 1988 года лодка сопровождала рейд в Тунис для ликвидации Абу Джихада.
Подводная лодка «Галь», прослужившая 27 лет в состав ВМФ Израиля, 14 октября 2007 г. была помещена в музей ВМС в Хайфе. С ПЛ «Галь» сняты секретные системы вооружения и связи, а сама она получила 2 двери сбоку для удобства туристов и подпорки для установки на земле.
Подводная лодка «Галь» весит 200 тонн, имеет длину 49 метров ширину — 4.8 м. Её экипаж насчитывал около 30 человек. В силу своих размеров лодка не отличалась комфортабельными условиями обитания экипажа — часть его не имела личных спальных коек.